# جيمس رووي
جيمس رووي (بالإنجليزية: James Rowe)‏ (21 أكتوبر 1991 في المملكة المتحدة - ) هو لاعب كرة قدم بريطاني في مركز الوسط. لعب مع فوريست غرين ونادي ترانمير روفرز لكرة القدم ونادي ريدنغ ونادي ليويس وBasingstoke Town F.C. ‏ ونادي تشيلتنهام تاون لكرة القدم.

## وصلات خارجية
- جيمس رووي على موقع قاعدة بيانات كرة القدم.إي يو (الإنجليزية)
- جيمس رووي على موقع Soccerbase.com (لاعب) (الإنجليزية)
- جيمس رووي على موقع Soccerway.com (الإنجليزية)